# 普塔利巴扎爾
普塔利巴扎爾是尼泊爾的城鎮，位於該國中部，由甘達基省負責管轄，處於博克拉西南25公里，海拔高度865米，是該地區的商業中心，2011年人口30,704。